# SN 1999bz
SN 1999bz – supernowa typu Ic odkryta 1 maja 1999 roku w galaktyce UGC 8959. W momencie odkrycia miała maksymalną jasność 17,60m.